# 不斷等夏天
《不斷等夏天》是1993年5月12日推出的夏之管（TUBE）的第16張單曲。

## 收錄曲目
1. 不斷等夏天(夏を待ちきれなくて)

作詞  前田亘輝  : 作曲  春畑道哉
1. Yo Yo Yo
2. 不斷等夏天（Original Karaoke）